# Molophilus (Molophilus) variistylus
Molophilus (Molophilus) variistylus is een tweevleugelige uit de familie steltmuggen (Limoniidae). De soort komt voor in het Australaziatisch gebied.